# Кзыл Юл
Кзыл Юл — поселок в Нурлатском районе Татарстана. Входит в состав Амзинского сельского поселения.

## География
Находится в южной части Татарстана на расстоянии приблизительно 46 км на север по прямой от районного центра города Нурлат.

## История
Основан в 1930-х годах.

## Население
Постоянных жителей было в 1938—419, в 1949—268, в 1970—499, в 1979—344, в 1989—244
, в 2002 году 180 (татары 67 %), в 2010 году 103.